# Coaltown of Wemyss
Pour l’article homonyme, voir Coaltown.
Coaltown of Wemyss est un village situé dans le Fife, en Écosse. En 2020 la population de Coaltown of Wemyss est estimée à 790 habitants.